# Sherwood Lingenfelter
Sherwood Galen Lingenfelter (* 18. November 1941 in Hollidaysburg, Pennsylvania, USA) ist ein US-amerikanischer emeritierter Professor für Anthropologie und Autor.

## Leben
Lingenfelter studierte am Wheaton College (Illinois), wo er 1963 mit einem B.A. in Englischer Literatur abschloss. 1971 promovierte er an der University of Pittsburgh mit seiner anthropologischen Dissertation über Yap: Political Leadership and Cultural Change in an Island Society zum Ph.D. Im Alter von 25 Jahren fand er zum christlichen Glauben.
Von 1964 bis 1966 war er Direktor der School of Liberal Arts des Academic Advising Center der University of Pittsburgh und 1976/77 dort als Gastprofessor tätig. 1966/67 war er zunächst Instruktor, zwischen 1969 und 1974 Assistant Professor, danach bis 1982 Associate Professor und 1982/83 Professor für Anthropologie am SUNY-College in Brookport (Illinois). Zwischen 1983 und 1988 war er Professor für Intercultural Studies und danach bis 1999 Propst und Senior Vizepräsident der Biola University, Kalifornien. Ab 1999 arbeitete er am Fuller Theological Seminary: bis 2002 als Dekan der School of World Mission, bis 2013 als Professor für Anthropologie, von 2001 bis 2011 als Probst und Senior Vizepräsident. Seit seiner Emeritierung 2013 ist er dort bis heute als Seniorprofessor und seit 2011 am „Alliance Theological Seminary“ in Nyack, NY tätig.
Seine anthropologische Studien führten ihn für drei Jahre auf die Yap-Inseln in Mikronesien und zu kurzfristigen Forschungsprojekten mit dem SIL International nach Kamerun, Suriname und Brasilien, wo er mit Wycliff-Missionaren zusammenarbeitete. Über 30 Jahre lang war Lingenfelter als Forschungs- und Ausbildungsberater in Papua-Neuguinea, Borneo, Philippinen, Afrika „Summer Institute of Linguistics“ (SIL) und Lateinamerika tätig.
Er ist weltweit ein gefragter Dozent und Redner bei Tagungen und Kongressen, so auch bei der Liebenzeller Mission. Seit 1994 gehört er dem Board of Directors der „Grace Brethren International Mission“ in Illinois an, deren Präsident er zwischen 2004 und 2007 war. Von 1999 bis 2002 gehörte er dem Verwaltungsrat der SIL International an.
Lingenfelter heiratete 1962 die Linguistin Judith Elaine Beaumont. Das Paar hat zwei Kinder und lebt in Pasadena (Kalifornien).

## Auszeichnungen
- National Science Foundation (NSF) Doctoral Dissertation Research Grant, 1967, 1968, 1969
- National Institute of Mental Health (NIMH) Pre-Doctoral Fellowship & Research Grant, 1967, 1968, 1969
- NSF Summer Fellowship for Tri-Institutional Summer Field Training Program in Cultural Anthropology
- State University of New York (SUNY) Research Foundation Faculty Research Fellowship and Grant-in-Aid, 1970
- SUNY Research Foundation Faculty Research Fellowship, 1971
- SUNY Research Foundation Grant, 1972
- Sabbatical Leave Granted from SUNY College at Brockport for study on the ethnology of South America, 1976, 1977
- Decision Sciences Institute (DSI) Awards-Teaching and Scholarship, SUNY Brockport, 1970, 1972, 1974, 1978, 1979
- NSF Research Grant, 1979–1981

## Veröffentlichungen
- Yap, Political Leadership and Culture Change in an Island Society, University of Hawaii Press, Honolulu 1975, ISBN 978-0-82480301-8.
- Agents of Transformation: A Guide for Effective Cross-Cultural Ministry, Baker Academic, Grand Rapids 1996, ISBN 978-0-8010-2068-1.
- Transforming Culture: A Challenge for Christian Mission, Baker Academic, Grand Rapids 1998, ISBN 978-0-8010-2178-7.
- Leading Cross-Culturally: Covenant Relationships for Effective Christian Leadership, Baker Academic, Grand Rapids 2008, ISBN 978-0-8010-3605-7.

als Mitautor
- mit Daniel T. Hughes: Political Development in Micronesia, Ohio State University Press, Columbus 1974.
- mit Marvin K. Mayers: Ministering Cross-Culturally: An Incarnational Model for Personal Relationships, Baker Academic, Grand Rapids 1986, ISBN 978-0-8010-2647-8.
- mit Marvin K. Mayers: Kulturübergreifender Dienst: ein Modell zum besseren Verstehen zwischenmenschlicher Beziehungen, Johannis-Verlag, Lahr 1991, ISBN 978-3-88002-483-0; Verlag der Liebenzeller Mission, Bad Liebenzell 6. Aufl. 2010, ISBN 978-3-921113-11-0.
- Impulse für die Mission von morgen. Festakt – 100 Jahre Liebenzeller Mission, Edition VLM, Lahr 2000, ISBN 3-921113-98-9.
- mit Judith E. Lingenfelter: Teaching Cross-Culturally: An Incarnational Model for Learning and Teaching, Baker Academic, Grand Rapids 2003, ISBN 978-0-8010-2620-1.
- mit Paul R. Gupta: Breaking Tradition to Accomplish Vision: Training Leaders for a Church-Planting Movement: A Case from India, Bmh Books, 2006, ISBN 978-0-88469305-5.